# Рабі Аківа
Аківа бен-Йосеф (івр. עקיבא בן יוסף, нар. бл. 17 н. е., за іншими даними, бл. 40—50 рр. н. е. — 137 н. е.) відомий як рабі Аківа (івр. רַבִּי עֲקִיבָא, «мій рабин Аківа») — філософ періоду Танаху, один зі значних книжників, основоположник систематизації Усної Тори.

## Біографія
Бідний і незнатного походження, Аківа був, за переказами, нащадком гоя, став гером, і перейшов в юдаїзм. Його батько Йосеф, праведний гер, походив із нащадків ханаанського полководця Сісри, що воював проти Ізраїлю за часів пророчиці Девори
У книгах кабали вказано, що р. Аківа був втіленням душі праотця Якова — і як Яаків пас стада свого майбутнього тестя Лавана, так і р. Аківа пас стада свого майбутнього тестя Калба Савуа (Седер га-дорот).
До 40 років він служив у багатія Калба Савуа і не тільки не вивчав Тору, але й не вмів читати (Авот дерабі Натан 6:2). У той час він ненавидів знавців Тори (ІТ, Назір 7:1). Дочка господаря, Рахель, помітивши в ньому хороші душевні якості, захотіла стати його дружиною. Але коли Аківа полюбив Рахель, та поставила умову: вони зможуть одружитися тільки в тому випадку, якщо він сам стане вчити Тору (Ктубот 62б). Батько чути не хотів про вибір дочки, але, попри це, шлюб відбувся. Калба-Савуа вигнав з дому дочку та її чоловіка і позбавив їх спадщини. Аківа і Рахель жили в глибокій бідності. Для того, щоб прогодувати сім'ю, Аківа збирав хмиз і частину його продавав. Виходячи заміж, Рахель поставила Аківі умову, що він буде вчити Тору. Так у віці 40 років, за наполяганням своєї дружини, він пішов разом зі своїм сином у Хедер і почав вчитися читати. Усі сили він віддавав навчанню і незабаром перевершив усіх вчителів. Заручившись дозволом Рахелі, Аківа на 24 роки покинув сім'ю і пішов у Лод вчитися в єшиву до р. Еліезера і р. Єгошуа.
Він почав з вивчення алфавіту. У Авот дерабі Натан (6:2) розповідається, що Аківа звернув увагу на наскрізний отвір, пробитий у скелі водою, що спадала по краплині з обриву — і він зробив висновок: можна змінити долю наполегливою, щоденною працею.
За роки навчання рабі Аківа досяг вищого ступеня рабинського вчення. Коли він у супроводі безлічі учнів повернувся додому, тесть відновив свою дочку і знаменитого зятя у спадщині.
Надалі рабі Аківа став главою йешиви у Бней-Брак, в центральній частині Юдеї. Слава про нього обійшла всю землю і до нього стали стікатися учні, число яких доходило до 24 тисяч. Майже всі його учні загинули під час епідемії. Пізніше рабі Аківа наблизив до себе кількох учнів. Серед них були р. Меїр, р. Шимон Бар Йохай і інші мудреці, на підставі думок яких згодом була записана Мішна.
Рабі Аківа названий серед чотирьох мудреців, які увійшли в Пардес.
Рабі Аківа був одним із керівників Сангедрін в Явне і знав 70 мов.
Рабі Аківа перший зробив спробу скласти звід Мішни, згодом остаточна редакція цього зведення була зроблена  Єгудою га-Насі.
Попри похилий вік, рабі Аківа брав активну участь у повстанні Бар-Кохби, якого оголосив царем-месією, проти імператора Адріана, здійснював далекі подорожі до єврейських колоній поза Юдеєю, збираючи гроші й вербуючи воїнів для повстання. За придушення повстання та взяття фортеці Бейтар (135р.н.е..) рабі Аківа був страчений римлянами болісною смертю (гаками здерта шкіра) на сцені амфітеатру в Кесарії, за низкою переказів — на 120 році від народження.Смерть рабі Аківи стала символом мученицької смерті за віру. Його страта римлянами на арені Кесарії, де його шкіру здирали живим, шокувала сучасників і стала легендою. Однак, за словами мудреців, рабі Аківа до останнього моменту не втрачав віри і продовжував вимовляти святе ім'я Бога. Ця смерть стала для нього не кінцем, а переходом у вічність, де він продовжив своє служіння Торі. Похований у Тіверії (сучасна Тверія) на березі озера Кінерет.
У Єрусалимському талмуді (Брахот 9:7, 14б) так описуються останні години життя раббі Аківа: